# Список серий Kemono Friends
Kemono Friends — телевизионный аниме-сериал производства Kadokawa, основанный на игре для смартфонов, созданной Nexon. Аниме рассказывает о Друзьях, антропоморфизированных версиях различных животных, которые живут своей жизнью, время от времени сражаясь с монстрами, известными как Церулеаны (или лазурники). Оригинальный аниме-сериал, выпущенный компанией Yaoyorozu, сценаристом и режиссёром которого был Тацуки, транслировался с 10 января по 28 марта 2017 года по телевидению, а также сервисом Crunchyroll, который софинансировал и лицензировал сериал. Открывающая композиция — «Добро пожаловать в Парк Джапари» (яп. ようこそジャパリパークへ Ё:косо Дзяпари Па:ку э), исполнение Dōbutsu Biscuits×PPP, а закрывающая композиция — «Мой друг» (яп. ぼくのフレンド Боку но фурэндо), исполнение Mewhan. Новый контент для сервиса AniTele компании TV Tokyo выпускался с 1 апреля 2017 года. Неофициальный 2-минутный короткометражный фильм «Эпизод 12.1» был загружен режиссёром в Niconico и YouTube 5 апреля 2017 года. Дополнительные короткометражки были созданы в сотрудничестве с Японской гоночной ассоциацией, Animelo Summer Live 2017 и Nissin Foods. Второй сезон выходил в эфир с 14 января по 1 апреля 2019 года.  Рюичи Кимура и Такуя Мацумото заменили Тацуки в качестве режиссёра и сценариста соответственно. Остальной состав аниматоров и актёрский состав остались без изменения. Открывающая композиция — «Notteke ~ Japari Beat», исполнение Dubutsu Biscuits×PPP. Закрывающая композиция из эпизодов 1-5 —  «Hoshi o Tsunagete», исполнение Gothic×Luck; начиная с шестого эпизода, Gothic×Luck исполнили вторую закрывающую композицию «Kimi wa Kaeru Basho». Оригинальный сетевой анимационный мини-сериал на основе оригинальной мобильной игры под названием «Добро пожаловать в Парк Джапари» (яп. ようこそジャパリパーク Ёкосо Джапари Паку) パーク транслировался в сервисе AnimeTele компании TV Tokyo с 10 августа 2018 года. Crunchyroll начал трансляцию сериала с 16 октября 2018 года.

## Список серий

### Kemono Friends (2017)
| # | Название серии                                                                  | Дата трансляции |
| --- | ------------------------------------------------------------------------------- | --------------- |
| 01 | «Саванна» транслит..: «Sabanna Chihō» (ориг..: さばんなちほー)                  | 10 января 2017  |
| В саванной области парка Джапари девочка в шляпе и с сумкой встречает Сервал, которая является одним из антропоморфизированных животных, известных как Друзья. Увидев, что девочка совершенно не помнит, откуда она появилась и каким животным она была, Сервал даёт ей имя «Сумка» и решает проводить её к выходу из саванны, чтобы она могла найти библиотеку парка Джапари и получить там необходимую информацию. Получив помощь от Гиппопотама, Сервал встречается с опасным существом под названием Церулеан, и старается найти его уязвимые места. Сумке удаётся найти такое место на его спине, и она использует бумажный самолётик, чтобы отвлечь внимание Церулеана, что даёт Сервалу шанс победить его. Пересекая область джунглей, Сумка и Сервал встречают зайца-робота под названием Счастливчик, который общается с Сумкой, хотя ранее полностью игнорировал всех Друзей. |                                                                                 |                 |
| 02 | «Джунгли» транслит..: «Janguru Chihō» (ориг..: じゃんぐるちほー)                | 17 января 2017  |
| Счастливчик проводит Сумку и Сервала через джунгли, и вскоре они обнаруживают сломанный автобус. С помощью Выдры и Ягуара им удаётся найти на другой стороне реки кабину автобуса, но им нужно как-то переправить её через реку. К счастью, Сумка придумывает план, и все вместе они строят импровизированный мост, по которому Сервал переносит кабину. Однако после этого они обнаруживают, что аккумулятор автобуса разряжен, и его нужно зарядить в кафе на вершине горы. |                                                                                 |                 |
| 03 | «Горы» транслит..: «Kōzan» (ориг..: こうざん)                                   | 24 января 2017  |
| Ибис помогает Сумке попасть на вершину горы, где находится кафе Джапари, которым управляет Альпака; Альпаку печалит малое количество посетителей. Пока аккумулятор заряжается, Сумка помогает Альпаке сделать её кафе более заметным, выщипав часть травы на лужайке, чтобы получился огромный, заметный с воздуха знак. После того, как аккумулятор полностью зарядился, Сумка и Сервал отправляются дальше. В это время двое Друзей, Енот и Фенек, идут по следу Сумки и Сервала. |                                                                                 |                 |
| 04 | «Пустыня» транслит..: «Sabaku Chihō» (ориг..: さばくちほー)                     | 31 января 2017  |
| Пересекая пустыню, Сумка и Сервал вместе с Цутиноко оказываются в ловушке в подземном развлекательном комплексе, и им приходится вместе искать выход. |                                                                                 |                 |
| 05 | «Озеро» транслит..: «Kohan» (ориг..: こはん)                                    | февраль 7, 2017 |
| Сервал случайно врезается на автобусе в бревно, которое Бобр хотела использовать для постройки дома, несмотря на то, что у неё постоянно не хватало смелости даже начать постройку. В поисках новых брёвен девочки встречаются с Луговой собачкой, у которой также проблема с постройкой дома в виде тоннеля — она постоянно увлекается, и её тоннели рушатся. Заметив, что слабая сторона одной являются сильной стороной другой, Сумка предлагает им вместе построить дом, где они обе могли бы жить. |                                                                                 |                 |
| 06 | «Равнины» транслит..: «Heigen» (ориг..: へいげん)                               | 14 февраля 2017 |
| Кабан и Сервал подходят к форту, в котором Лев рассказывает им, что она и её команда всегда слишком легко побеждает команду Лося, и она хотела бы, чтобы команда соперников стала сильней. Кабан и Сервал проникают в команду Лося и учат их новой стратегии, благодаря которой тем удаётся проникнуть в форт и сразиться вничью со Львом. После этого Китоглав из команды Лося говорит Сумке, что та может быть человеком. |                                                                                 |                 |
| 07 | «Библиотека Джапари» транслит..: «Japari Toshokan» (ориг..: じゃぱりとしょかん) | 21 февраля 2017 |
| Чтобы узнать о людях побольше, Сумка и Сервал идут библиотеку Джапари, для чего им сначала нужно, давая правильные ответы на каверзные вопросы, пройти через лабиринт. Дойдя до библиотеки, они встречают Сову и Филина, которые дают им задание приготовить еду. После того, как Сумка готовит им карри, совы рассказывают им, что, судя по всему, люди полностью исчезли, и предлагают им поискать место обитания людей, где, возможно, найдутся какие-то зацепки. В качестве благодарности за еду они дарят Сумке и Сервалу несколько билетов на концерт ППП, идол-группы парка Джапари, состоящей из пингвинов. |                                                                                 |                 |
| 08 | «Концерт ППП» транслит..: «PePaPu Raibu» (ориг..: ぺぱぷらいぶ)                 | 28 февраля 2017 |
| Кабан и Сервал подходят к берегу моря, где третий состав ППП собирается провести свой первый концерт, и встречают поклонницу группы Кошку. Во время наблюдения за репетицией ППП они узнают, что те сильно переживают, смогут ли они соответствовать высоким стандартам своих предшественниц. Кроме того, прямо перед представлением одна из участниц группы, Принцесса, начинает вести себя очень странно после того, как Кошка упомянула о том, что раньше в составе группы было меньше участниц. Выяснив, что из-за того, что в группе раньше не было представительниц её вида, у Принцессы развился страх сцены, Кабан и Сервал затаскивают её на сцену, где она слышит, как другие участницы хвалят её за всё то, что она сделала для группы. Получив также помощь от Кошки, Принцесса воссоединяется с подругами, и они устраивают замечательное представление. Назначив Кошку своим менеджером, пингвины направляют Сумку к бухте, где в последний раз видели людей. |                                                                                 |                 |
| 09 | «Заснеженные горы» транслит..: «Yukiyama Chihō» (ориг..: ゆきやまちほー)        | 7 марта 2017    |
| Кабан и Сервал продвигаются через заснеженные горы к горячему источнику. Пока они пережидали снежную бурю в снежной пещере, сделанной Сумкой, к ним подходят две лисы, Чернобурая и Обыкновенная, которые провожают их до горячих источников, что те помогли им починить кое-какое оборудование. Обследуя источник, Сумка и Сервал слышат записанное ранее сообщение, воспроизводимое Счастливчиком, в котором упоминается некая Мирай. Сразу после этого появляется масса Церулеанов, и Сумке приходится сделать импровизированные сани, на которых все благополучно добираются до автобуса. После отдыха в гостинице возле источника, Сумка и Сервал направляются в домик, где они планируют переночевать. |                                                                                 |                 |
| 10 | «Гостиница» транслит..: «Rojji» (ориг..: ろっじ)                                | 14 марта 2017   |
| Девочки добираются до гостиницы «Золотой дятел», которым управляет Дятел. Обследуя её, они встречают Волка и Жирафа, а также слышат ещё одно сообщение от Мирай. На следующий день Дятел рассказывает, что она видела странную мерцающую тень; другие посетители домика подозревают, что это может быть Церулеан. Оставшись в гостинице из-за дождя, Сумка и Сервал тоже натыкаются на эту тень. Сумка наконец догадывается, что это проекция Мирай, которая появляется во время воспроизведения её записей. Просмотрев более качественную запись, на которой Мирай рассказывает об опасности Церулеанов, Сервал начинает плакать, увидев рядом с Мирай другую Сервал. Прибыв в бухту Сумка и Сервал собираются отплыть на лодке в море, но тут они слышат громкий шум. |                                                                                 |                 |
| 11 | «Церулеан» транслит..: «Serurian» (ориг..: せるりあん)                          | 21 марта 2017   |
| Обезьяна, работающая в команде с Медведем и Гиеной охотниками на Церулеанов, спасает Сумку и Сервала от большого чёрного Церулеана. После того, как Счастливчик воспроизводит предупреждение относительно чего-то под названием «Сырой Звёздный песок» (Sandstar Raw), Сумка и Сервал идут за ним на гору, в то время как охотники остаются внизу, продолжая охоту на основную часть чёрного Церулеана. Получив ещё одно сообщение от Мирай с упоминанием «четырёх богов», девочки добираются до вершины, откуда проистекает звёздный песок. Тут их настигают Енот и Фенек, и Енот отбирает у Сумки шляпу и заявляет, что та украла эту шляпу у неё; впрочем, узнав о всех добрых делах, сделанных Сумкой, она отдаёт ей шляпу обратно. Пока девочки, следуя инструкциям Мирай, выкапывают четыре каменные плиты, символизирующие четырёх богов, чёрный Церулеан внизу поглощает звёздный песок и начинает расти. После того, как девочки устанавливают на место все четыре плиты, им удаётся активировать фильтр, которые препятствует дальнейшему поглощению Церулеаном звёздного песка. Задавшись целью защитить парк, Сумка предлагает использовать лодку, чтобы заманить Церулеана в воду. Однако когда всё идёт не по плану, и Церулеан проглатывает Сервала, Сумка ныряет в него и спасает Сервала, пожертвовав при этом собой. |                                                                                 |                 |
| 12 | «Парк развлечения» транслит..: «Yūenchi» (ориг..: ゆうえんち)                   | 28 марта 2017   |
| В шоке от того, что Церулеан съел Сумку, когда та пыталась её спасти, Сервал вместе с Медведем пытается спасти подругу. Тем временем, нарушив правило никогда не общаться напрямую с Друзьями, Счастливчик передаёт им сообщение, и все присоединяются к Сервалу и спасают Сумку. Несмотря на то, что её проглотил Церулеан (для остальных Друзей это означает превращение обратно в животную форму), Сумка, будучи изначально человеком, остаётся невредимой. Однако Счастливчик, выманивая Церулеана в море, жертвует собой и тонет, хотя позже Сумка находит его модуль искусственного интеллекта. Месяц спустя, во время грандиозного праздника в парке развлечений, Енот объясняет, как Сумка стала человеком после того, как звёздный песок попал на её шляпу, ранее принадлежавшую Мирай и на которой остался её волос. Получив ещё одно сообщение от Мирай, Сумка отправляется в плавание в поисках других людей, а Сервал и некоторые другие Друзья решают последовать за ней. |                                                                                 |                 |

#### Спецвыпуски
| # | Название серии                                              | Дата трансляции  |
| --- | ----------------------------------------------------------- | ---------------- |
| 12.1 | «Вместо автобуса» транслит..: «Basuteki» (ориг..: ばすてき) | 5 апреля 2017    |
| После того, как автобус ломается, совы помогают Еноту и Фенеку найти ему замену.                                           |                                                             |                  |
| Спецвыпуск | «Ипподром» транслит..: «Keibajō» (ориг..: けいばじょう)     | 9 августа 2017   |
| Сумка и Сервал попадают на ипподром, где встречаются с тремя Друзьями-Лошадьми.                                            |                                                             |                  |
| Спецвыпуск2 | «Ани-лето» транслит..: «AniSama» (ориг..: あにさま)         | 29 августа 2017  |
| Готовя концертный зал для выступления, совы находят карточки, на которых изображено, как правильно вести себя на концерте. |                                                             |                  |
| Спецвыпуск3 | «Полнеем» транслит..: «Fukkura» (ориг..: ふっくら)          | 19 сентября 2017 |
| Лисы смотрят рекламу и пытаются понять, как правильно приготовить быстрорастворимую лапшу удон.                            |                                                             |                  |

### Kemono Friends 2 (2019)
| # | Название серии                                                                  | Дата трансляции |
| --- | ------------------------------------------------------------------------------- | --------------- |
| 01 | «За гранью воспоминаний» транслит..: «Kioku no Kanata» (ориг..: きおくのかなた) | 14 января 2019  |
| Появившаяся из загадочной лаборатории в парке Джапари девочка встречает двух Друзей, Сервала и Каракала, которые дают ей имя Кюруру. Найдя в том же месте альбом с рисунками, все трое отправляются в путешествие по местам, нарисованным в альбоме, в поиске дома Кюруру. По дороге они встречают Утку, которая проводит их до следующего места в альбоме Кюруру, станции монорельса. Утка отвлекает появившегося Церулеана, пока остальные добираются до монорельса; в этот момент загадочный Друг побеждает Церулеана. |                                                                                 |                 |
| 02 | «Панда и Панда» транслит..: «Panda to Panda» (ориг..: ぱんだとぱんだ)           | 21 января 2019  |
| Остановившись в области Азеа в поисках следующего места в альбоме Кюруру, группа встречает Большую панда, которая засыпает, пока объясняет им дорогу, и Малую панду, которая пытается их проводить, но сама не знает, куда идти. Несмотря на это, они находят детскую площадку, и Кюруру вместе с остальными чинит её. Когда появляются Церулеаны и пытаются снова сломать площадку, Большая панда расстраивается и моментально разделывается с ними. Узнав, что какие-то другие Друзья тоже ищут людей, Кюруру с остальными отправляется к следующему пункту, океанариуму. |                                                                                 |                 |
| 03 | «Морские создания» транслит..: «Umi no Kemono» (ориг..: うみのけもの)           | 28 января 2019  |
| Девочки добираются до океанариума и встречают Дельфин и Морского льва, которые на лодке отвозят их к погружённому под воду стадиону. Показав Кюруру стадион, Дельфин и Лев отказываются отвезти их обратно на берег, пока не получат награду. Вспомнив что-то про стадион, Кюруру, используя подручные объекты, учит Дельфина и Льва новым трюкам, и все им аплодируют; они отвозят лодку на берег. Тем временем гигантский броненосец Альма и гигантский панголин Сен идут по следу Кюруру, отчитываясь перед загадочной личностью. |                                                                                 |                 |
| 04 | «Такие разные дома» транслит..: «Iron'na Ouchi» (ориг..: いろんなおうち)        | 4 февраля 2019  |
| Когда в монорельсе обнаруживается провал, Счастливчик проводит Кюруру и остальных через область Южной Маерики к следующему месту, нарисованному в альбоме. Тут они встречают Земляного волка, которая ждёт Дятла, чтобы та помогла ей найти новый дом. Пока девочки пережидают в пещере дождь, Кюруру делает из рисунка в альбоме пазл, чтобы веселей провести время. После того, как дождь заканчивается, Дятел показывает всем, что́ было нарисовано в альбоме Кюруру: термитники, освещённые светлячками. Волк решает остаться жить в пещере. В этот момент Альма и Сен пытаются похитить Кюруру и отвести её к своему клиенту, но Каракал легко отгоняет их. Группа направляется в джунгли, чтобы попробовать найти другого человека. |                                                                                 |                 |
| 05 | «Сила человека» транслит..: «Hito no Chikara» (ориг..: ひとのちから)            | 11 февраля 2019 |
| Девочки встречают враждующие между собой группы крокодилов и леопардов, которые не верят, что Кюруру человек. Их предводитель, Горилла, предлагает Кюруру устроить встречу с человеком, если та сумеет напугать её подручных и убедит их не драться друг с другом. Однако это приводит к тому, что две группировки начинают сражаться за Кюруру, так как считают, что у людей есть особая сила превращать животных в своих слуг. Чтобы справиться с проблемой, Кюруру устраивает для всех бумажное сумо, чтобы уладить их разногласия. В этот момент на неё нападает дикая тигрица, но её спасает появившийся человек, Сумка. |                                                                                 |                 |
| 06 | «Новое утро» транслит..: «Atarashii Asa» (ориг..: あたらしいあさ)               | 18 февраля 1019 |
| Отведя Кюруру и остальных обратно в свою лабораторию, Сумка, которая вместе с совами занимается исследованиями, объясняет, что встреченная ими тигрица была Зверем, полуживотным-получеловеком, злобным и агрессивным. Тем вечером, после странного сна о нападении морского чудовища, Кюруру приходит к выводу, что появляющиеся в последнее время особо опасные Церулеаны появляются из подводного вулкана. Когда Кюруру вместе с совами отправляется, чтобы достать пробу звёздного песка из океана, образец Церулеума (субстанции, порождающей Церулеаны) вырывается на свободу и превращается в Церулеана, принимая форму автобуса Сумки. После того, как Сервал и Каракал побеждают Церулеана, Сумка даёт Кюруру модуль искусственного интеллекта гида-Счастливчика, и советует обратиться за помощью к Кошке, если это будет необходимо. Когда компания продолжает своё путешествие, Каракал узнаёт в Сумке того человека, о путешествии с которым часто рассказывала Сервал. |                                                                                 |                 |
| 07 | «За гранью скорости» транслит..: «Supīdo no Mukou» (ориг..: すぴーどのむこう)   | 25 февраля 2019 |
| В пустыне Кюруру и её группа встречает Гепарда, которую Вилорог вызывает на гонку; Сервал тоже решает в ней участвовать. Когда гонка оканчивается ничьей после того, как кончается дорога и Гепард с Вилорогом падают в озеро, Кюруру предлагает бежать по кольцу, и устраивает эстафету; в одной команде участвуют Каракал, Гепард и Сервал, а в другой Кукушка и Вилорог. В тот момент, когда эстафета приближается к развязке, появляется ещё один Церулеан в форме трактора. Когда Вилорог падает и повреждает ногу, Гепард спасает её и заставляет Церулеана опрокинуться; Сервал добивает его. После этого Кюруру находят трактор, на котором они отправляются дальше. |                                                                                 |                 |
| 08 | «Новая песня» транслит..: «Shinkyoku Raibu» (ориг..: しんきょくらいぶ)          | 4 марта 2019    |
| Кюруру с подругами подходят к открытому концертному залу и встречают Кошку, которая уговаривает их принять участие в спектакле, открывающем концерт ППП. После неудачной репетиции ППП решают отменить спектакль, что очень расстраивает Кошку. Однако, когда Альма и Сен задерживают ППП, Кюруру и остальные решают всё-таки разыграть спектакль, и всё получается наилучшим образом, несмотря на появление настоящего Церулеана. ППП вовремя успевают на сцену. После концерта Альма и Сен захватывают Кюруру и везут её к своей клиентке. |                                                                                 |                 |
| 09 | «Возвращайся домой» транслит..: «Ouchi ni Okaeri» (ориг..: おうちにおかえり)    | 11 марта 2019   |
| Альма и Сен доставляют Кюруру к своей клиентке, Собаке, которая давно ждёт возвращения людей; она отводит Кюруру к домам, где раньше жили люди. Когда Сервал и Каракал находят её и предполагают, что Кюруру нашла свой дом, Каракал ссорится с ней и собирается уходить. Узнав, что Зверь где-то рядом, Кюруру пытается догнать Сервала и Каракала, чтобы предупредить их об опасности, но тут Зверь нападает на неё саму. Собака старается защитить Кюруру, но Зверь ранит её. Сервал и Каракал возвращаются и отпугивают Зверя, после чего Собака убеждает Кюруру продолжить путешествие со своими подругами. Сервал и Каракал обнаруживают, что они потеряли альбом Кюруру. |                                                                                 |                 |
| 10 | «Регистрация» транслит..: «Chekku-in» (ориг..: ちぇっくいん)                    | 18 марта 2019   |
| Паротия и Райская птица возвращают Кюруру её альбом и спрашивают её о том, почему она ищет свой дом. После этого Кюруру и подругами встречают Странствующего голубя, которая отводит их в отель, управляемый Большеухой лисой, Свиньёй и Куфией. Тем временем Сумка обнаруживает, что недавние появления Церулеанов в виде Друзей как-то связаны с альбомом Кюруру. К Сумке и совам присоединяются Фенек и Енот. В отеле Кюруру дарит Голубю рисунок со всеми Друзьями, которых она встретила во время путешествия. Голубь говорит ей, что во время своих странствий она ни разу не видела человеческий город. Когда Кюруру начинает переживать о том, был ли у неё вообще дом, она случайно падает в океан. |                                                                                 |                 |
| 11 | «Настроение океана» транслит..: «Umi no Gokigen» (ориг..: うみのごきげん)       | 25 марта 2019   |
| Тонущей Кюруру привиделось, что она снова встретила Паротию и Райскую птицу, которые предупредили её о надвигающейся опасности. Затем её спасли Дельфин Морской лев, которые предупредили всех о Церулеанах, появляющихся из рисунков Кюруру. В этот момент огромный Церулеан в виде корабля нападает на отель; Церулеум вступает в контакт с рисунком, который Кюруру подарила Голубю, что порождает Церулеанов-двойников всех изображённых на нём Друзей. Пока Кюруру в отчаянии ищет Голубя, Сумка со всеми Друзьями приезжает в отель, и вместе они уничтожают почти всех Церулеанов-двойников. |                                                                                 |                 |
| 12 | «Я дома» транслит..: «Tadaima» (ориг..: ただいま)                               | 1 апреля 2019   |
| Кюруру находит Голубя как раз в тот момент, когда её атакует её двойник-Церулеан, которого побеждает подоспевшая Сервал. Узнав, что Церулеане будут появляться снова, пока рисунок у них, Сервал и Каракал помогают Кюруру забрать его; в этот момент на них нападают их двойники, и они отправляют Кюруру к Сумке, чтобы те отвезли рисунок в безопасное место. Когда на лодке Сумки внезапно появляется Зверь, Кюруру решает отвезти её в отель, чтобы она расправилась с оставшимися Церулеанами. После того как отель, в котором остаётся Зверь, погружается в океан, Сумка прощается с Сервалом. Кюруру говорит Сервалу и Каракалу, что она решила перестать искать свой дом и остаётся жить в парке Джапари, ища новые приключения. Тем временем Собака находит старый рисунок Кюруру. |                                                                                 |                 |